# اتوبوس مدرسه

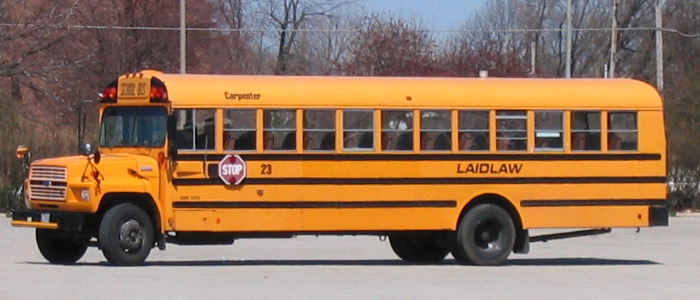
ظاهر متداول اتوبوس مدرسه در آمریکای شمالی

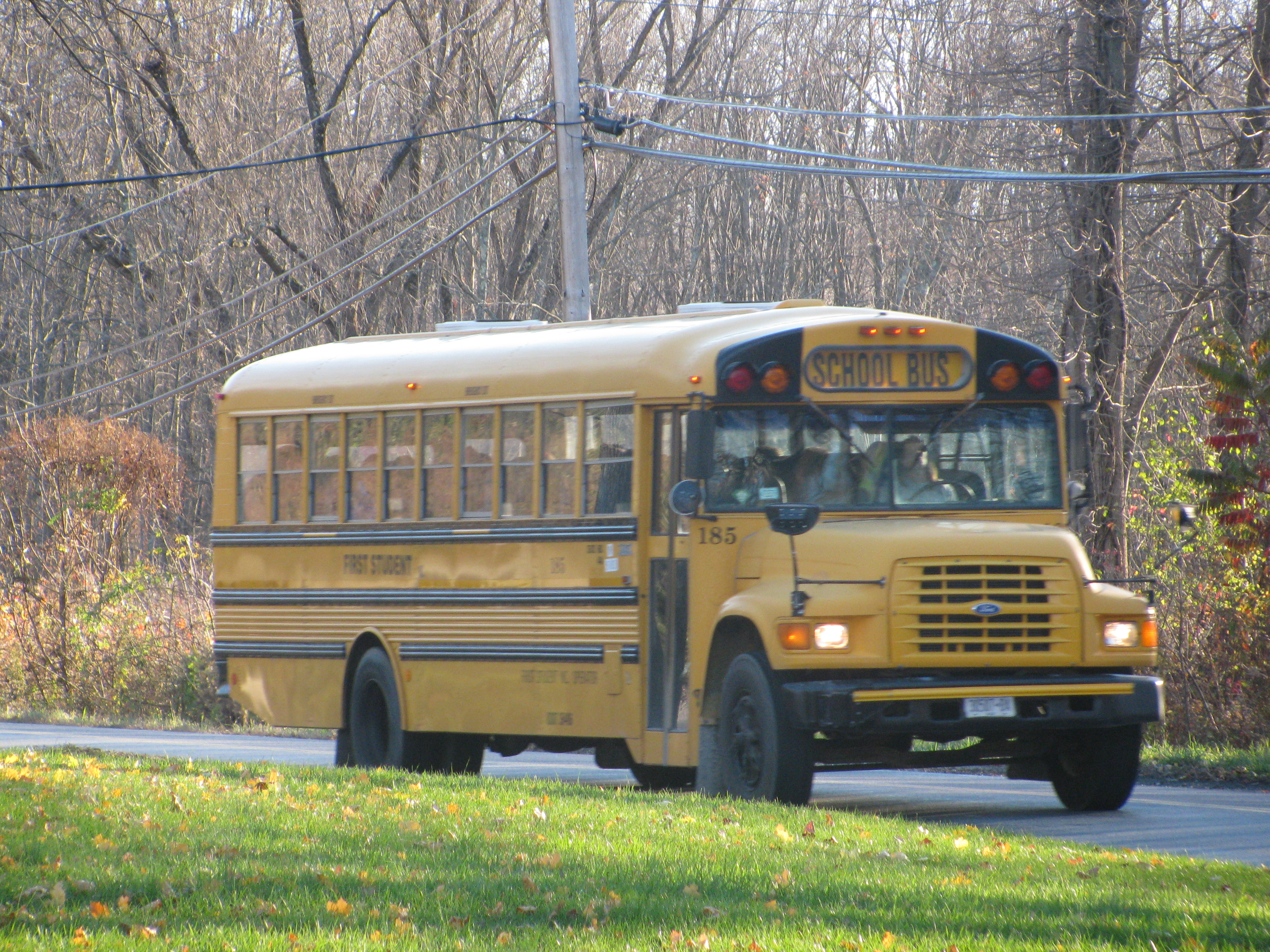
یک اتوبوس مدرسه در آمریکای شمالی

اتوبوس مدرسه (انگلیسی: School bus) یک گونه خاص از اتوبوس شهری است که برای ترابری دانش‌آموزان از مسیر مدرسه تا ایستگاه اتوبوس نزدیک به خانه و محله آن‌ها استفاده می‌شود. گونه‌های متفاوتی از اتوبوس مدرسه در سراسر جهان مورد استفاده قرار می‌گیرد اما نمونه‌های نمادین، اتوبوس‌های زرد مدارس ایالات‌متحده و کانادا هستند.
در آمریکای شمالی، اتوبوس‌های مدرسه از گونه‌های دیگر اتوبوس‌ها با توجه به مشخصات ظاهری که توسط دولت فدرال و ایالتی طراحی‌شده و اجباری هستند، متمایز می‌شوند. علاوه‌بر ظاهر و رنگ متمایز آن‌ها، اتوبوس‌های مدرسه مجهز به چراغ‌های هشدار خارجی (برای نشان‌دادن اولویت ترافیک) و چندین دستگاه ایمنی هستند. بنابر گزارش هیئت ملی ایمنی ترابری ایالات متحده، اتوبوس‌های مدرسه با میانگین مرگ ۵ کودک در سال بیش از ۷۰ مرتبه ایمن‌تر از خودروهای شخصی برای رفتن به مدرسه هستند. این گزارش در حالی است که اصولاً، این‌گونه از اتوبوس‌ها به‌طور کلی فاقد کمربند ایمنی هم هستند.
از سال ۱۹۸۶ میلادی و با امضای قانون ایمنی وسایل نقلیه موتوری/تجاری، رانندگان اتوبوس‌های مدارس در سراسر ایالات متحده ملزم به دریافت گواهینامه رانندگی ترانزیت یا CDL شدند. در شرایطی که این‌گونه از گواهینامه‌ها به صورت جداگانه و توسط ایالت‌های مختلف صادر می‌گردند، دست‌کم این اطمینان حاصل می‌گردد که رانندگان همه وسایل‌نقلیه بزرگ (از جمله اتوبوس‌های مدرسه) از سطح آموزش فنی و کیفی مطلوب برخوردار می‌شوند.